# Loch of Kirbister
Loch of Kirbister är en sjö i Storbritannien.   Den ligger i kommunen Orkneyöarna och riksdelen Skottland, i den norra delen av landet, 800 km norr om huvudstaden London. Loch of Kirbister ligger 28 meter över havet. Den ligger på ön Orkney Islands. Trakten runt Loch of Kirbister består i huvudsak av gräsmarker.